# 长虹美菱
长虹美菱股份有限公司（深交所：000521/200521，简称：长虹美菱/虹美菱B），是中国深圳证券交易所的一家上市公司，主要从事冰箱、冰柜、空调等家电产品的研发、生产和销售。
2017年，公司实现营业收入167.97亿元，同比增长34.09%；实现净利润3247.32万元，同比下降85.25%。

## 发展历程
- 1951年：初创的皖北人民行政公署农林处农具厂为其最早的前身，后历经合肥农具厂、合肥阀门厂、合肥机具厂等变革。

- 1977年：更名为合肥第二轻工机械厂，隶属于合肥市二轻局。

- 1983年：4月，张巨声调任副厂长。8月，开始转产家用电冰箱；11月，更名为合肥电冰箱厂。

- 1984年：1月20日，第一台BY-158（BY-145）型单门电冰箱样机试制成功，命名为“美菱牌”；5月，张巨声任厂长；9月，第一条家用电冰箱生产线正式投产；全年生产电冰箱3008台；11月18日，厂委托安徽省进出口公司与意大利热罗瓦特公司签订引进高压发泡机、年产1.5万台的双门冰箱生产线（小线）、3000套两个型号冰箱散件的合同，总投资52万美元。

- 1985年：7月18日，厂又与意大利热罗瓦特公司签订了引进单班年产10万台阿里斯顿电冰箱生产线的合同，总投资320万美元。8月4日，因生产质量原因，开始了三阶段的减产整顿。12月，引进线的土建工程动工。全年生产电冰箱23568台，其中小线组装了3000台冰箱。

- 1986年：12月20日，完成引进线综合车间主体工程。年底，减产整顿结束。全年生产电冰箱42735台。

- 1987年：2月，更名为合肥电冰箱总厂。8月底，引进10万台的电冰箱生产线安装完毕；10月25日试生产，年底引进线生产冰箱3700台。

- 1988年：5月，承包合肥拉链厂。至年底，引进线生产的BCD-185型双门冰箱占全厂冰箱总产量的70%。

- 1989年：3月，为了适应市场需求，开始研制大冷冻室电冰箱；7月，新型电冰箱样机通过测试，定型为BCD-181型；后该产品上市，引起轰动的“181效应”。全年生产电冰箱155150台。该年，厂首次进入全国工业企业500强之列。

- 1990年：5月，以合肥电冰箱总厂为主体，合肥拉链厂、合肥电冰箱配件厂、合肥纸箱厂、合肥锅炉厂、合肥电容器厂参加，成立了美菱集团公司。

- 1991年：1月，更名为合肥美菱电冰箱总厂。8月，美菱电冰箱扩产二期工程技改项目兴建动工，总投资4811万元；二期生产线除部分关键设备从国外引进，其余全部采用国产设备。

- 1992年：4月，美菱经济开发区在合肥东郊二十埠处设立，建筑面积40万平方米。11月16日，合肥美菱股份有限公司成立。12月28日，二期工程竣工投产，使电冰箱年产能力达60万台。该年，美菱跻身全国五大冰箱生产企业之列。

- 1993年：7月，合肥美菱空调器厂在合肥高新技术开发区投产。10月18日，“皖美菱”A股股票在深圳证券交易所挂牌交易[2]。

- 1994年：1月，美菱与安徽省木材厂合并经营，美菱在木材厂原址兴建美菱电冰箱二厂、美菱洗衣机有限公司。1月24日，美菱与日本三洋公司签订引进风冷式冰箱外箱总成设备、PCM箱体喷涂生产线的合同；7月1日，美菱电冰箱二厂工程开工建设。1月24日，美菱与意大利梅罗尼公司签订合资生产智能滚筒式洗衣机的合同；11月4日，美菱洗衣机有限公司工程开工建设。全年冰箱产量69万台。

- 1995年：10月5日，美菱通过ISO9001国际认证评审。年底，美菱经济开发区内已有电冰柜厂、纸箱厂、美吉厨具、华聚塑胶等企业全部投产；美菱电冰箱二厂、美菱洗衣机有限公司工程竣工，进入试生产阶段；12月20日，引进线生产出第一台BCD-248型三门冰箱。该年，美菱冰箱获“95全国畅销国产商品金桥奖”第一名。

- 1996年：4月13日，引进线生产出第一台滚筒式洗衣机。8月28日，“皖美菱”B股股票在深圳证券交易所挂牌交易。全年冰箱产量80万台。

- 2018年：7月3日，公司全称由“合肥美菱股份有限公司”变更为“长虹美菱股份有限公司”，公司A股证券简称由“美菱电器”变更为“长虹美菱”，公司B股证券简称由“皖美菱B”变更为“虹美菱B”[3]。